# The Gifted (álbum)
The Gifted é o terceiro álbum de estúdio do rapper norte-americano Wale, lançado a 24 de Junho de 2013 através da Maybach Music Group e Atlantic Records. Conta com a participação dos artistas Meek Mill, Cee Lo Green, Nicki Minaj, Juicy J, Rihanna, Ne-Yo, Rick Ross, Wiz Khalifa, 2 Chainz, entre outros. A sua promoção foi antecedida pelo primeiro single, "Bad", que alcançou a vigésima primeira posição na Billboard Hot 100. O disco estreou na primeira posição da Billboard 200 dos Estados Unidos com 158 mil cópias vendidas.

## Desempenho nas tabelas musicais

### Posições
| Tabela musical (2013)                         | Melhor posição |
| --------------------------------------------- | -------------- |
| Canadá - Canadian Albums                      | 10             |
| Estados Unidos - Billboard 200                | 1              |
| Estados Unidos - Billboard R&B/Hip-Hop Albums | 1              |

### Final de ano
| Tabela musical (2013)                         | Posição |
| --------------------------------------------- | ------- |
| Estados Unidos - Billboard 200                | 80      |
| Estados Unidos - Billboard R&B/Hip-Hop Albums | 19      |
| Estados Unidos - Billboard Rap Albums         | 12      |